# 北沢幹之
北沢 幹之（きたざわ もとゆき、1942年2月15日 -）は、日本の元男性プロレスラー、レフェリー。血液型A型。大分県東国東郡安岐町出身。現役時代は高崎山 猿吉（たかさきやま さるきち、後述）、魁 勝司（かい しょうじ）、新海 弘勝（しんかい ひろかつ）といった複数のリングネームに改名し活動した。

## 来歴
1961年10月に日本プロレスに入門。1962年1月21日、台東区体育館において、林幸一を対戦相手としてデビュー戦を行う。
北沢が大分県出身であったため、豊登から「高崎山猿吉」（後に高崎山三吉）というリングネームをつけられたこともある。1966年にその豊登とアントニオ猪木が旗揚げした東京プロレスに参加、後に猪木と共に日本プロレスに復帰する。
1972年に猪木が新日本プロレスを旗揚げした際も設立当初から参加した。1976年のカール・ゴッチ杯で木村聖裔を破って優勝した。
ラッシャー木村・山本小鉄・藤波辰巳・百田光雄・ヒロ斎藤・佐山聡など、多くの選手のデビュー戦の相手を務めたことでも知られた。また、同郷（大分県）の後輩でもある藤波が、帰郷していた北沢に日本プロレス入りを直訴した際、当時の日本プロレス幹部に入門許可を得るための橋渡しもしている。
1981年4月3日、後楽園ホールで永源遙とタッグを組んで木戸修＆星野勘太郎組と対戦、この試合を最後に現役を引退、19年間のレスラー生活を終えた。
レスラー引退後はUWF・リングスでレフェリーとして活動、ドラディションでレフェリーも行っていた。
2009年3月6日に新日本プロレスグレーテストレスラーズ（新日本プロレス版プロレス殿堂）表彰を受けた。2022年3月1日に行われた新日本プロレス「旗揚げ記念日」大会（日本武道館）にもゲストとして参加した。

## 人物・エピソード
- 新日本レスラーの中でも極めっこ（関節スパーリング）の強さには定評があり、後にリングスでヴォルク・ハンやアンドレイ・コピィロフらとスパーリングをした際にも、安易に関節を極めさせなかった。北沢は「テレビで試合は見ていたので対処できた」と述べている[5]。これは日本プロレス時代でも同様であり「シュート（ガチンコ）ではカール・ゴッチでも極めれなかった」と、後輩だったザ・グレート・カブキ（当時は高千穂明久）が後年に語っている[6]。
- 新日本プロレス在籍当時からレスラーの間で「北沢さんのちゃんこは絶品」と業界随一と言われるちゃんこ作りの腕前で知られていた。鶏ガラで出汁をとった「ソップ炊き」は田中米太郎から教わり、「キムチちゃんこ」は力道山の没後に作り方を覚えたという[7]。
- 日本プロレス在籍時には一時期、ジャイアント馬場の付き人をしていた。また、アントニオ猪木の付け人もしていた。
- 真面目で実直な人物として知られているが、舐めてガチンコを仕掛けてきた選手をのしている。
- プロレス雑誌Gスピリッツのインタビューにも度々登場し、当時を知る関係者として証言をしている。
- 実業家の顔も持ち、かつては建築内装業や不動産業などの事業を手広く営んでいた。剛竜馬は全日本プロレスを解雇された後にしばらく北沢が営む内装業で下働きとして勤務した[8]。
- 孫娘の北澤桃子はアイドルグループFlutter ♭に所属しアイドルとして活動している[9]。

## 得意技
- メキシカンストレッチ

北沢は若手時代にメキシコに武者修行に行きEMLLに参戦、ルチャリブレ独特の関節技を習得、技巧派レスラーとして活躍した。
- ドロップキック
- 逆エビ固め
- フライング・クロス・チョップ

## タイトル歴
新日本プロレス
- カール・ゴッチ杯争奪リーグ戦 優勝（1976年）